# 藤堂高芬
藤堂 高芬（とうどう たかしな）は、伊勢国津藩一門藤堂出雲家第9代。久居藩第10代藩主藤堂高衡の弟。国老。儒学者。

## 家系
藤堂出雲家は、藤堂高虎の異母弟高清に始まり、代々の当主が「出雲」の通称を名乗った。宗家の津藩主5代藤堂高敏で高虎の血統が絶え、高芬の大叔父高治が養子として6代藩主となって以降は、出雲家の血統が本藩及び支藩の藩主となった。
文武に秀でた人物を多く輩出している。

## 略歴
天明5年（1785年）3月5日、津藩騎将（番頭）で藩主一門藤堂出雲家7代高周の三男として生まれる。
寛政11年（1799年）8月、出雲家8代の兄高茂が早世したため、15歳で家督と知行7000石を継ぎ騎将（番頭）となる。寛政12年（1800年）元服。
文化8年（1811年）藩主高兌の命で、上野城代藤堂采女元孝の上席として藩政に参画し、藩主高兌を補佐することとなった。
天保11年（1840年）1月16日死去。享年56。家督は長男高克が相続した。

## 人物
幼い頃から学問を好み、藩儒奥田彭（奥田三角孫）や津阪東陽（津坂孝綽）に学んだ。武術は刀槍弓銃術及び馬術の達人で、柔術は実光流を極める。
国老として藩主高兌を助け、藩校有造館の設立に尽力した。学者としては、伯父高文が編纂した藤堂家の藩史「宗国史」を校訂した。